# Klan Hatakejama
Klan Hatakejama (japonsky: 畠山氏, Hatakejamaudži) byla významná rodina odvozující svůj původ od klanu Taira. Působili jako spojenci šógunátu Ašikaga proti Jižnímu dvoru v období Nanboku-čó. Odměnou za svou loajalitu mohla rodina zastávat posty šugo v několika provinciích až do konce 14. století. Jako jedna ze tří rodin mohla rodina Hatakejama užívat titul kanrei a disponovat tak velkým vlivem na císařský dvůr v Kjótu.
Okolo roku 1450 se kvůli vnitřním neklidům klan rozpadl a výrazně oslabil jak na poli vojenském, tak na poli politickém. Výsady nošení titulu kanrei byly klanu odebrány ve prospěch klanu Hosokawa. Za nepokoji stály snahy o to, kdo získá nástupnicky titul zástupce šóguna, a to mezi Masanagou Hatakejamou a Jošinorim Hatakejamou. Oba agresoři kolem sebe rychle vytvořili aliance se sousedními klany a přispěli tak svým dílem k vypuknutí války Ónin. Přes tuto nestabilitu dokázal za vlády Nobunagy Ody klan velmi obratně fungovat jako hlavní správce Nobunagovy moci v Kjótu.